# Джон Нанн (веслувальник)
Джон Нанн (англ. John Nunn, 12 жовтня 1942) — американський академічний веслувальник.
Бронзовий призер Олімпійських Ігор 1968 року в складі парної двійки.